# 참마

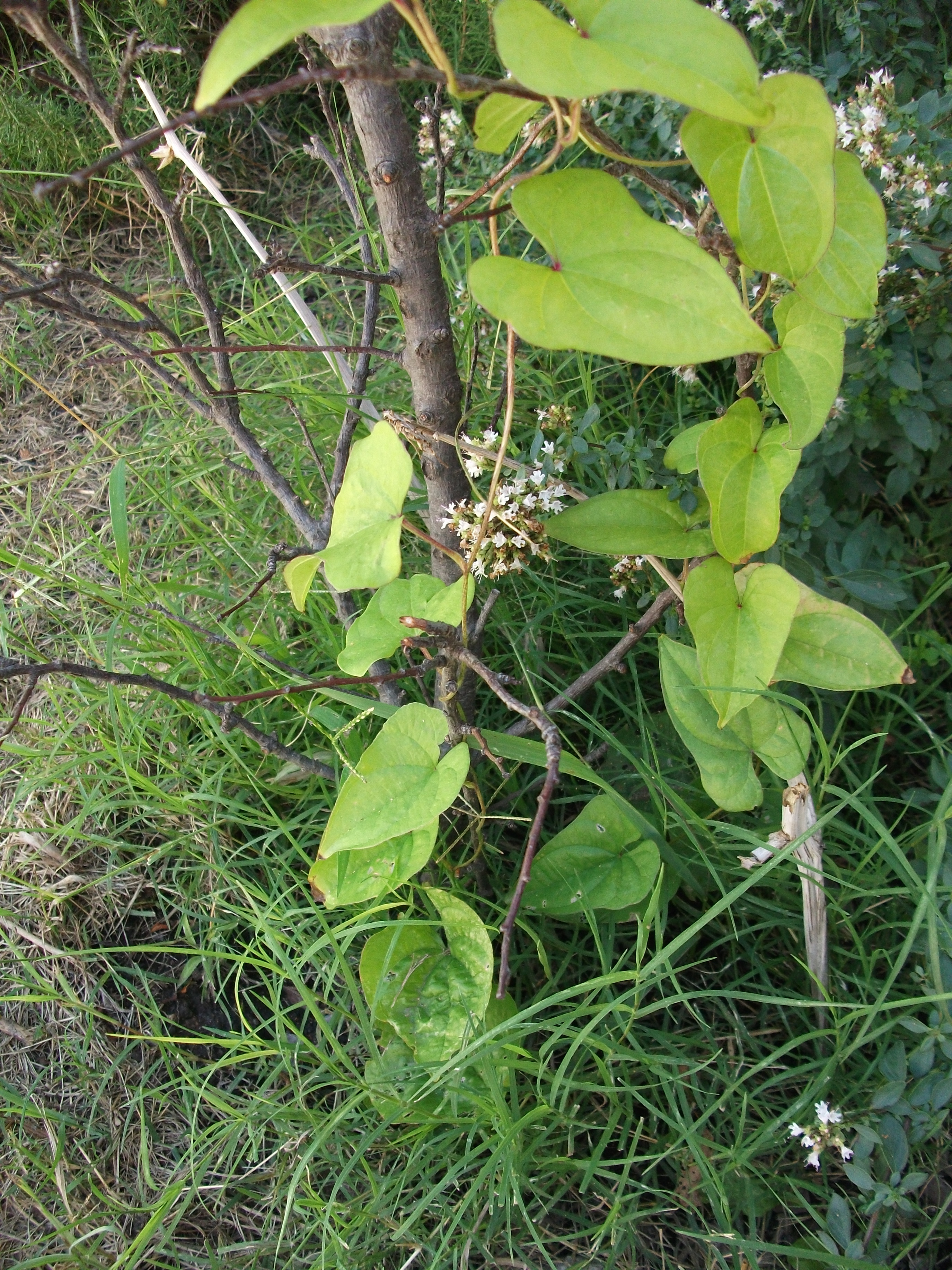

참마는 열대덩굴성 식물로 마과의 여러해살이풀로 학명은 Dioscorea japonica이다.

## 분포
한국·중국·일본 등지에 분포한다. 서아프리카와 뉴기니에서는 참마가 주요 농작물이다.

## 특징
원기둥 모양의 육질 뿌리가 있으며, 줄기는 뿌리에서 나와 길이 2m 정도로 뻗고 다른 물체를 감아 올라간다. 잎은 마주나기하지만 간혹 어긋나기하는 것도 있으며 잎자루가 길고 긴타원형 또는 좁은 삼각형으로 끝이 뾰족하고, 잎겨드랑이에서 주아(珠芽)가 발달한다. 꽃은 암수딴그루이며 6~7월에 노란색을 띤 흰색으로 잎겨드랑이에서 1~3개의 이삭꽃차례로 달린다. 수꽃 꽃차례는 곧게 자라고 암꽃 꽃차례는 밑으로 처지는 가운데,수꽃에는 수술, 꽃덮이열편이 6개씩 있고 1개의 암술 흔적이 있다.암꽃에는 6개의 꽃덮이열편과 1개의 씨방이 있다.

## 이용
열매는 삭과로 3개의 날개가 있다. 뿌리는 식용하며, 갑상선종·심장염 및 해독·건위·화상·동상·요통·유종 등의 약재와 강장제 및 지사제로도 쓰인다. 서아프리카에서는 참마를 삶은 뒤 잘 으깨서 두꺼운 반죽으로 만들어서 수프와 함께 먹는다.